# Tabusse
Pour plus de détails, voir Fiche technique et Distribution.
Tabusse est un film français réalisé par Jean Gehret, sorti en 1949.

## Synopsis
Dans les Cévennes, Tabusse est une figure du village. Coléreux et mais aussi amoureux, il traverse de nombreuses péripéties. 

## Fiche technique
- Titre : Tabusse
- Réalisation : Jean Gehret
- Assistant : Émile Roussel
- Scénario et dialogues : André Chamson
- Photographie : Georges Million
- Son : Fernand Janisse
- Montage : Myriam Borsoutzky
- Société de production : Les Gémeaux
- Tournage : du 3 mai au 4 juillet 1948
- Pays d'origine :  France
- Genre : Drame
- Durée : 95 minutes
- Date de sortie : 
  - France : 28 septembre 1949

## Distribution
- Rellys : Tabusse
- Paulette Andrieux : Julia
- Marcel Lévesque : Le Pat
- Yvonne Yma : Mme Montet
- Robert Seller : Milette
- Jane Morlet : Mme Milette
- Julienne Paroli : La Noémie
- Jean-Marc Lambert : Léon
- Edmond Guiraud : le père de Julia
- Albert Malbert : le député
- Léon Pauléon : le curé
- Janine Press : la télégraphiste